# Heinrich Bender (Dirigent)

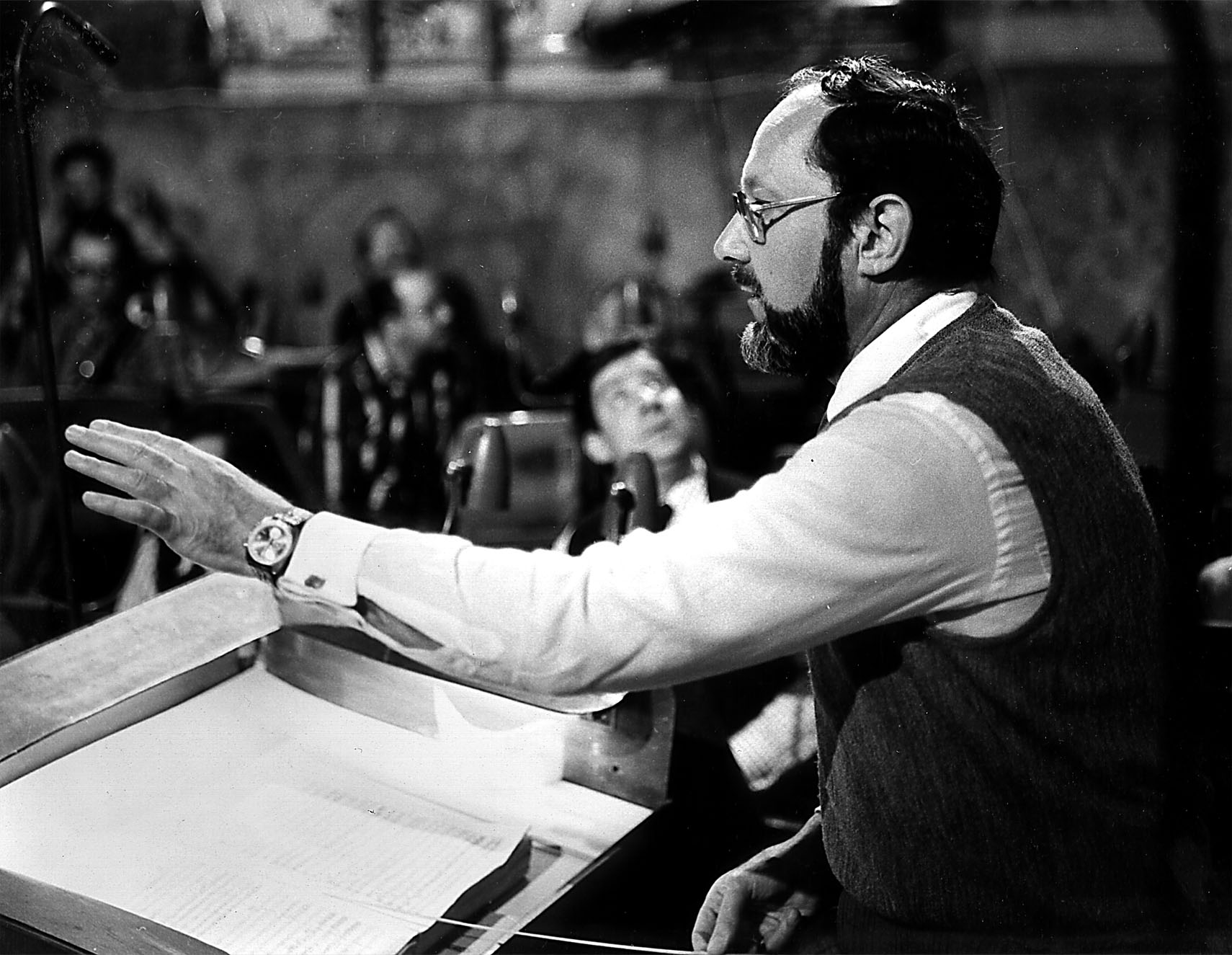
Heinrich Bender (etwa 1980)

Heinrich Bender, eigentlich Heinrich Maul, (* 11. Mai 1925 in Saarbrücken; † 24. Mai 2016 in München) war ein deutscher Dirigent, Pianist und Musikpädagoge. In die neuere Interpretationsgeschichte ging er vor allem ein als Bayerischer Staatskapellmeister, Erster Dirigent am Münchner Nationaltheater und Leiter des Studios der Bayerischen Staatsoper München.

## Leben und Weg
Heinrich Bender stammte aus Saarbrücken, wo sein Vater Bratscher im Städtischen Orchester war. Er wuchs in einem bildungs- und musenfreundlichen bürgerlichen Ambiente auf, erlernte früh das Klavierspiel, nahm als Kind an Haus- und Kammerkonzerten teil und trat schon als Zehnjähriger in Soloklavier-Recitals auf. Am Saarbrücker Ludwigsgymnasium machte er 1943 das sog. Notabitur und leistete dann Kriegsdienst. Während des Schulbesuchs hatte er Unterricht in Klavierspiel und Harmonielehre bei Heinz Bongartz, damals Generalmusikdirektor des Saarbrücker Stadttheaters, erhalten.
Nach Kriegsende fand Bender nach abschließendem Schulbesuch Arbeit in einer Maschinenfabrik. 1946 erhielt er eine erste Anstellung als Korrepetitor am Stadttheater Saarbrücken. Ein Jahr darauf konnte er seine Studien bei Bongartz fortsetzen, der inzwischen als Leiter der Dirigierklasse Professor an der Musikhochschule Leipzig geworden war. Neben seinem Studium in allen für einen Kapellmeister relevanten Studienfächern erwarb er sich bei Bongartz umfassende Kenntnisse in Sinfonik und Opernpraxis.
Nach dem Studium bei Bongartz wechselte er an die Hochschule für Musik in Berlin-Charlottenburg, wo er bei Boris Blacher Kompositionslehre, bei Gerhard Puchelt Klavier und bei Felix Lederer Dirigieren studierte. Im Herbst 1949 trat er sein erstes Engagement als Dirigent (Korrepetitor mit Dirigierverpflichtung) am Landestheater Coburg an. Hier konnte er sich  als Operndirigent an einem Mehrsparten-Ensembletheater ein umfangreiches Repertoire erarbeiten und Kontakte mit Sängern, Orchestermusikern, Dirigentenkollegen und Theaterschaffenden aller Art knüpfen. An der Universität Erlangen absolvierte er zeitgleich ein Studium der Musikwissenschaft.
1955 wurde er als musikalischer Assistent zu den Bayreuther Festspielen engagiert, wo er für Jahre mit den Wagner-Brüdern und bedeutenden Dirigenten wie Knappertsbusch, Keilberth, Cluytens zusammenarbeiten konnte. 1957 ging er als 1. Kapellmeister ans Stadttheater Hagen/Westf. 1959 berief ihn auf Veranlassung von Joseph Keilberth die Bayerische Staatsoper München. Dort avancierte er zum Bayerischen Staatskapellmeister. Bis zum Ende seiner Karriere blieb Bender in der Bayerischen Landeshauptstadt tätig, faktisch als ständiger erster Dirigent neben den GMD Joseph Keilberth, Wolfgang Sawallisch und Zubin Mehta. Zugleich war er als Opern- und Konzertdirigent, als Liedpianist und im In- und Ausland tätig, als Gast u. a. an der Berliner Staatsoper wie an der Deutschen Oper Berlin („Salome“) und an der Wiener Staatsoper („Die Entführung aus dem Serail“, „La Cenerentola“, „Lulu“). 1961 leitete er bei den Schwetzinger Festspielen die Uraufführung von Hans Werner Henzes „Elegie für junge Liebende“. An der Bayerischen Staatsoper leitete er u. a. die deutsche Erstaufführung der burlesk-komischen Oper „Le convenienze ed inconvenienze teatrali“ von Gaetano Donizetti (deutsch: „Viva la Mamma“). Ein Angebot, nach einem Gastspiel an der Semperoper als Generalmusikdirektor nach Dresden zu wechseln, nahm er nicht wahr, da es an die Annahme der DDR-Staatsbürgerschaft gebunden war. 1969 übernahm er die Position des Chefdirigenten des Deutschen Repertoires bei der Canadian Opera Company, wo er mit dem Toronto Symphony Orchestra bis einschließlich 1976 die deutschen Produktionen leitete. Seit 1969 hatte er für drei Jahrzehnte auch die Leitung des Studios der Bayerischen Staatsoper inne und dirigierte 90 Opernaufführungen mit dessen Meisterschülern.
Heinrich Bender starb am 24. Mai 2016 in München.

## Position und Wirkung
Heinrich Bender betreute ein Werkrepertoire ohne Grenzen. Die Kritik bezeichnete ihn als einen der „letzten Vertreter einer aussterbenden Spezies“ (Marcel Prawy) – des universal gebildeten, meisterlich interpretierenden, jeder Aufgabe ad hoc „vom Blatt“ perfekt gewachsenen Universalisten. Bender war als Orchesterleiter bis in die 1990er Jahre in München nahezu eine Legende. Die Wirkungen seiner pädagogischen Tätigkeit als Leiter des Münchner Opernstudios sind kaum zu ermessen: Die meisten der rund 200 Absolventen dieser Opernschule erreichten Karrieren an deutschen Staatstheatern und  europäischen Opernhäusern. Zu Benders erfolgreichsten Schülern zählen Agnes Baltsa, Roland Bracht, Kevin Conners, Isoldé Elchlepp, Daphne Evangelatos, Marcus Goritzki, Ingrid Haubold, Markus Hollop, Andreas Kohn, Robert Künzli, Petra Lang, Juan José Lopera, Ralf Lukas, Georg Paucker, Alfred Reiter, Christoph Stephinger, Rüdiger Trebes, Andrea Trauboth, Violeta Urmana, Deon van der Walt, Kobie van Rensburg, Irmgard Vilsmaier, Roland Wagenführer, Yaron Windmüller.
Heinrich Benders Musikproduktionen sind nur unzureichend auf Tonträgern publiziert, aber in Rundfunkarchiven vielfältig dokumentiert. Das Hamburger Archiv für Gesangskunst veröffentlicht seit 2010 Mitschnitte von Opernaufführungen unter Benders Leitung.

## Zeugnisse
- Heinrich Bender: Eines Schutzengels Hand – Die Spur von meinen Erdentagen. Eigenverlag München 2010.

## Tondokumente
- Musikausschnitte zur Biographie / Werke von Wagner, R.Strauss, Debussy, Prokofiev, Hindemith, Hartmann, Henze, H.Bender + „Barbershop“-Songs / Anhang-CD zum Printwerk (s. o.)
- Recital Nicolai Gedda: Arien + Szenen aus Opern / Bayerisches Staatsorchester / Deutscher Schallplattenpreis (EMI Electrola)
- Lieder-Recital Astrid Varnay / Wagner, Dvořák, Respighi (MYTO)
- Portrait-Edition Karl Christian Kohn: Gluck, Wagner, Mussorgskij, Wolf-Ferrari, Orff/Monteverdi, Henze (1962–1990) Hamburger Archiv
- Portrait-Edition Thomas Tipton: Donizetti, Verdi, Puccini (1965–1977) Hamburger Archiv
- Hans Werner Henze / Elegie für junge Liebende (1961) Hamburger Archiv
- Christoph Willibald Gluck / Die Pilger von Mekka (1962) Hamburger Archiv
- Giuseppe Verdi / Don Carlos (1965) / Hamburger Archiv
- Gaetano Donizetti / Viva la Mamma (Le convenienze ed inconvenienze teatrali / Dt. EA 1969) Hamburger Archiv
- Gaetano Donizetti / Anna Bolena (1967) Hamburger Archiv

## Ehrungen
- Bundesverdienstkreuz am Bande 1993
- Bayerischer Verdienstorden 1997